# Biogeographische Regionen der Europäischen Union

Die biogeographischen Regionen Europas nach Definition der Europäischen Union, Stand: 2010

Biogeographische Regionen sind ein Zonenmodell in der Biogeographie der Europäischen Union. Sie dienen insbesondere der Einordnung der Natura-2000-Gebiete und des Smaragd-Netzwerkes.

## Grundlagen
Mit der Entwicklung gemeinsamer Naturschutzziele innerhalb der EU auf Grundlage der Berner Konvention des Europarates (Übernahme 82/72/EWG) und dem Aufbau des Netzwerks der Schutzgebiete nach der Fauna-Flora-Habitat-Richtlinie (92/43/EEC) 1992 wurde auch eine gemeinsame geographische Klassifizierung der geschützten Arten (Anhänge II,IV,V der FFH-RL) und Habitate (Lebensraumtypen, Anhang I FFH-RL) notwendig. Besonders die – flächenmäßig umfassenden – Erweiterungen nach 1992 Richtung Osteuropa hatten die unterschiedlichen ökologischen Bedingungen der Mitglieder aufgezeigt. Auch das Smaragd-Netzwerk, das ab 1996 für die nicht der EU angehörenden Staaten des Europarates aufgebaut wird, folgt diesem Schema.
Die ursprünglich
fünf biogeographischen Regionen,
die nach dem Beitritt Schwedens und Finnlands 1995 auf sechs erweitert worden waren, wurden mit Bulgarien und Rumänien 2006 um weitere drei ausgeweitet.
Schon 2000 war für das Smaragd-Netzwerk eine „pan-europäische“ Version verfasst, die sich bis an die äußersten Grenzen Europas am Ural ausdehnt und auch Kleinasien und Kaukasien umfasst, und insgesamt elf Regionen ausweist – zwei liegen nicht in der EU.

Da inzwischen auch reine Meeresschutzgebiete im Rahmen des Natura-2000-Netzwerkes ausgewiesen werden, gehören auch fünf angrenzende Meeresregion zum System.
Die biogeographischen Regionen bilden eine Basis zur Beurteilung der Schutzwürdigkeit eines Gebietes:

„‚Gebiet von gemeinschaftlicher Bedeutung‘: Gebiet, das in der oder den biogeographischen Region(en), zu welchen es gehört, in signifikantem Maße dazu beiträgt, einen natürlichen Lebensraumtyp des Anhangs I oder eine Art des Anhangs II in einem günstigen Erhaltungszustand zu bewahren oder einen solchen wiederherzustellen und auch in signifikantem Maße zur Kohärenz des […] Netzes ‚Natura 2000‘ und/oder in signifikantem Maße zur biologischen Vielfalt in der biogeographischen Region beitragen kann.“

## Liste der biogeographischen Regionen der Europäischen Union
3. Spalte: * … Areal zerfällt; (*) … zerfällt nur an Meeresgebieten
Fl. … Land-Fläche der Region in km², ungefähr
St. … Staaten, die an der Region Anteil haben
| Name                  | Lagecharakteristik                                              |     | Fl. km²   | St. |
| --------------------- | --------------------------------------------------------------- | --- | --------- | --- |
| Alpine Region         | Hochgebirgsregionen                                             | *   | 780.000   | 28  |
| Atlantische Region    | Küstennahes Nordwesteuropa                                      | (*) | 830.000   | 10  |
| Schwarzmeerregion     | Südküsten des Schwarzen Meeres                                  | (*) | 120.000   | 04  |
| Boreale Region        | Nordeuropa                                                      |     | 2.900.000 | 08  |
| Kontinentale Region   | südöstliches Mitteleuropa                                       | *   | 2.700.000 | 24  |
| Makaronesische Region | Atlantische Inseln: Kanaren, Azoren, Madeira                    | (*) | 10.000    | 02  |
| Mediterrane Region    | Südeuropa                                                       | (*) | 1.200.000 | 15  |
| Pannonische Region    | Pannonisches Becken außerhalb Österreichs                       |     | 133.000   | 07  |
| Steppenregion         | Eurasische Steppe, Nordküsten von Schwarzem und Kaspischem Meer |     | 1.150.000 | 07  |
| Anatolische Region    | Zentrales Kleinasien                                            |     | 450.000   | 03  |
| Arktische Region      | Nordeuropa, Küsten und Inseln des Arktischen Ozeans             | (*) | 670.000   | 03  |

1. ↑  Makaronesisch exakt: 10.372 km²

## Terrestrische biogeografische Regionen in den EU-Mitgliedsstaaten
Die nachfolgende Tabelle gibt Auskunft darüber, welche Mitgliedsstaaten der Europäischen Union Anteile an welchen biogeografischen Regionen haben und entsprechend Natura-2000-Gebiete zur Erhaltung der Lebensräume und Arten von gemeinschaftlicher Bedeutung in der jeweiligen biogeografischen Region verordnen müssen.
| EU-Mitgliedsstaat |    | ALP | ATL | BLS | BOR | CON | MAC | MED | PAN | STE |
| ----------------- | -- | --- | --- | --- | --- | --- | --- | --- | --- | --- |
| Belgien           | BE |     | ■   |     |     | ■   |     |     |     |     |
| Bulgarien         | BG | ■   |     | ■   |     | ■   |     |     |     |     |
| Dänemark          | DK |     | ■   |     |     | ■   |     |     |     |     |
| Deutschland       | DE | ■   | ■   |     |     | ■   |     |     |     |     |
| Estland           | EE |     |     |     | ■   |     |     |     |     |     |
| Finnland          | FI | ■   |     |     | ■   |     |     |     |     |     |
| Frankreich        | FR | ■   | ■   |     |     | ■   |     | ■   |     |     |
| Griechenland      | GR |     |     |     |     |     |     | ■   |     |     |
| Irland            | IE |     | ■   |     |     |     |     |     |     |     |
| Italien           | IT | ■   |     |     |     | ■   |     | ■   |     |     |
| Kroatien          | HR | ■   |     |     |     |     |     | ■   |     |     |
| Lettland          | LV |     |     |     | ■   |     |     |     |     |     |
| Litauen           | LT |     |     |     | ■   |     |     |     |     |     |
| Luxemburg         | LU |     |     |     |     | ■   |     |     |     |     |
| Malta             | MT |     |     |     |     |     |     | ■   |     |     |
| Niederlande       | NL |     | ■   |     |     |     |     |     |     |     |
| Österreich        | AT | ■   |     |     |     | ■   |     |     |     |     |
| Polen             | PL | ■   |     |     |     | ■   |     |     |     |     |
| Portugal          | PT |     | ■   |     |     |     | ■   | ■   |     |     |
| Rumänien          | RO | ■   |     | ■   |     | ■   |     |     | ■   | ■   |
| Schweden          | SE | ■   |     |     | ■   | ■   |     |     |     |     |
| Slowakei          | SK | ■   |     |     |     |     |     |     | ■   |     |
| Slowenien         | SI | ■   |     |     |     | ■   |     |     |     |     |
| Spanien           | ES | ■   | ■   |     |     |     | ■   | ■   |     |     |
| Tschechien        | CZ |     |     |     |     | ■   |     |     | ■   |     |
| Ungarn            | HU |     |     |     |     |     |     |     | ■   |     |
| Zypern            | CY |     |     |     |     |     |     | ■   |     |     |

ALP = alpine Region (Terrestrial Alpine Region)

ATL = atlantische Region (Terrestrial Atlantic Region)

BLS = Schwarzmeer-Region (Terrestrial Black sea Region)

BOR = boreale Region (Terrestrial Boreal Region)

CON = kontinentale Region (Terrestrial Continental Region)

MAC = makaronesische Region (Terrestrial Macaronesian Region)

MED = mediterrane Region (Terrestrial Mediterranean Region)

PAN = pannonische Region (Terrestrial Pannonian Region)

STE = Steppen-Region (Terrestrial Steppic Region)